# Junkers T 21
Lo Junkers J 21, in seguito ridesignato Junkers T 21, era un monomotore da ricognizione non armato ad ala alta a parasole sviluppato dall'azienda tedesca Junkers Flugzeugwerk AG nei primi anni venti.
Prototipo del successivo Junkers Ju 21/H 21 prodotto nella filiale sovietica, venne realizzato in soli due esemplari.

## Storia
Al fine di aggirare le limitazioni imposte alla Repubblica di Weimar dal Trattato di Versailles, nei primi anni venti Hugo Junkers decise di proseguire lo sviluppo di velivoli ad uso militare delocalizzando la produzione all'estero, scegliendo di fondare uno stabilimento nella neoistituita Unione Sovietica.
Junkers aveva già avuto contatti nel 1922 con il costituendo governo sovietico interessato ad una versione militare dell'A 20, progetto che nella sede tedesca a Dessau aveva assunto la designazione J 20, e che poteva essere data in dotazione all'Armata Rossa. In quell'occasione venne pianificata la costruzione di un nuovo impianto di produzione in territorio sovietico. Venne quindi fondata la Junkers-Werke Dessau, Zentrale für Russland con sede a Fili, divenuto in seguito un sobborgo di Mosca, con il fine di fornire nuovi modelli all'aviazione civile e militare sovietica.

### Sviluppo
Per soddisfare la richiesta di un nuovo modello adatto al ruolo di ricognitore aereo, Junkers incaricò dello sviluppo Ernst Zindel, il quale cominciò a disegnare il nuovo modello nel febbraio 1923 basandosi sulla configurazione del precedente T 19 ad ala alta a parasole.
Il primo prototipo (Wk.n. 354) venne realizzato stabilimento tedesco di Dessau, terminato nel giugno 1923 e portato in volo per la prima volta dal pilota collaudatore Wilhelm Zimmermann nel corso del mese. Zimmermann constatò però che il velivolo aveva delle difficoltà in fase di decollo, problema identificato nella costruzione dell'ala. Per ovviare all'inconveniente l'ala venne riprogettata con una minore superficie portandola dagli originali 21,80 m² a 15 m². Ciò nonostante il prototipo così modificato non riusciva ancora a soddisfare le specifiche richieste dal contratto. Venne quindi costruito un secondo esemplare (Wk.n. 354), equipaggiato con un più potente motore BMW IVa. A sviluppo terminato, per uniformità con la precedente designazione del T 19, lo J 21 venne ridesignato T 21.
I due esemplari vennero in seguito trasferiti a Fili per fare da supporto ai tecnici nella costruzione degli esemplari di serie, modello che assumerà la designazione ufficiale H 21, poi ridisegnata Ju 21.